# Wydawnictwo Księży Marianów
Wydawnictwo PROMIC – dawniej Wydawnictwo Księży Marianów, samodzielna instytucja Prowincji Polskiej Zgromadzenia Księży Marianów. Wydawnictwo powstało w 1987 r. jako Samodzielna Instytucja Polskiej Prowincji Zgromadzenia Księży Marianów. W 2005 roku Wydawnictwo przekształciło się w spółkę PROMIC.
Wydaje dwa czasopisma: "Oremus" - zawierające teksty liturgii mszy św na każdy miesiąc oraz "Słowo wśród nas". Pierwszym dyrektorem był ks. Jan Rokosz MIC, obecnie tę funkcję pełni ks. Adam Stankiewicz MIC. Wydawnictwo jest członkiem Stowarzyszenia Wydawców Katolickich.
Publikuje książki o różnorodnej tematyce, między innymi religijnej, związanej z kultem Miłosierdzia Bożego. W ofercie znajdują się również pozycje dotyczące współczesnych problemów wiary i społeczeństwa, literatura faktu oraz beletrystyka.
Obecny profil oficyny charakteryzują następujące serie wydawnicze:
- "Okna" - literatura obyczajowa;

- "Corpus delicti" - powieści sensacyjne;

- "Losy" - literatura faktu;

- "Ichtis" - powrót do źródeł wiary;

- "Signa fidei" - pogłębiona refleksja teologiczna;

- "Krople rosy" - książki budzące uśmiech na twarzach ludzi;

- "Jak być...?" - seria poradników rodzinnych;

- "Bogosłowije" - seria prezentująca prace z zakresu teologii chrześcijańskiego Wschodu.